# Athyrium × flavosorum
Athyrium × flavosorum là một loài dương xỉ trong họ Athyriaceae. Loài này được Seriz. mô tả khoa học đầu tiên năm 1985.